# Sarlós ajkú molyformák
A sarlós ajkú molyformák (Gelechiinae) a valódi lepkék (Glossata) alrendjébe tartozó sarlós ajkú molyfélék (Gelechiidea) családjának névadó alcsaládja.

## Elterjedésük, fajaik
Az egész Földön elterjedt alcsaládnak több ezer faját ismerjük. A lepkészetileg kevéssé ismert trópusi területeken még számos faj várja leíróját.

## Életmódjuk, élőhelyük
A legtöbb faj hernyói különféle növényekben élnek, de egyes nemzetségek hernyói növényi hulladékkal és törmelékkel táplálkoznak. A lepkék főként éjszaka repülnek, a mesterséges fény vonzza őket (Mészáros, 2005).